# 薩爾達河 (圖拉河支流)
薩爾達河是俄羅斯的河流，屬於圖拉河的右支流，由斯維爾德洛夫斯克州負責管轄，河道全長182公里，流域面積3,670平方公里，河水主要來自融雪，每年十月至翌年五月結冰。